# Falafel
En falafel er en slags stegt vegetarisk frikadelle der er meget udbredt i Mellemøsten, men er oprindeligt fra  Egypten. Den laves enten af kikærter eller hestebønner og krydres gerne med bl.a. persille spidskommen og hvidløg. Falafler er en meget populær form for fastfood i den østlige del af den arabiske verden. De anses for nationalret både i Syrien, Libanon, Palæstina og Israel.
Falafler serveres traditionelt som en del af fyldet i en slags pita, og betegnelsen falafel henviser også gerne til denne 'sandwich'.
I Danmark er falafler især populære blandt vegetarer hvilket skyldes det høje proteinindhold fra kikærterne.
Ordet falafel kommer fra det arabiske ord فلفل (filfil) der betyder peber.
- Wikimedia Commons har flere filer relateret til Falafel

| Mad og drikke | Spire Denne artikel om mad og drikke er en spire som bør udbygges. Du er velkommen til at hjælpe Wikipedia ved at udvide den. |